# Natalija Dowhod´ko
Natalija Wiktoriwna Dowhod´ko (ukr. Наталія Вікторівна Довгодько, ur. 7 lutego 1991 w Kijowie) – ukraińska wioślarka, mistrzyni olimpijska, mistrzyni Europy.
Złota medalistka igrzysk olimpijskich w Londynie w 2012 roku w czwórce podwójnej (razem z Kateryną Tarasenko, Anastasiją Kożenkową i Janą Dementiewą).

## Osiągnięcia
- Mistrzostwa Europy – Płowdiw 2011 – jedynka – 5. miejsce
- Igrzyska Olimpijskie – Londyn 2012 – czwórka podwójna – 1. miejsce
- Mistrzostwa Europy – Varese 2012 – czwórka podwójna – 1. miejsce